# The Babys
The Babys är en brittisk rock/popgrupp mest känd för sina låtar "Isn't It Time" och "Every Time I Think of You".

## Medlemmar
Nuvarande medlemmar
- Wally Stocker – gitarr (1975–1981, 2013– )
- Tony Brock – trummor, bakgrundssång (1975–1981, 2013– )
- John Bisaha – sång, basgitarr (2013– )
- Joey Sykes – gitarr (2013– )

Tidigare medlemmar
- John Waite – sång (1975–1981), basgitarr (1975–1979)
- Michael Corby – keyboard, piano, gitarr (1975–1978)
- Jonathan Cain – keyboard, piano, gitarr, sång (1979–1981)
- Ricky Phillips – basgitarr (1979–1981)
- JP Cervoni – gitarr (2013)

## Diskografi (urval)
Studioalbum
- 1977 – The Babys
- 1977 – Broken Heart
- 1978 – The Babys
- 1979 – Head First
- 1980 – Union Jacks
- 1980 – On the Edge
- 2001 – Valentine Baby

Samlingsalbum
- 1981 – Anthology
- 2006 – The Official Unofficial BABYS Album
- 2007 – Live in America

Livealbum
- 1977 – Live At The Tower Theatre, Philadelphia, April 23, 1977

Singlar
- 1977 – "If You've Got the Time"
- 1977 – "Isn't It Time"
- 1978 – "Silver Dreams"
- 1978 – "Every Time I Think of You"
- 1979 – "Head First"
- 1979 – "True Love True Confessions"
- 1979 – "Back On My Feet Again"
- 1980 – "Midnight Rendezvous"
- 1980 – "Turn and Walk Away"